# Ajust matrimonial
Ajust matrimonial (títol original: Period of Adjustment) és una pel·lícula estatunidenca dirigida per George Roy Hill i estrenada l'any 1962. Està doblada al català.

## Argument
Òpera primera de George Roy Hill. George Haverstick, un veterà de la guerra de Corea (1950-1953), es casa precipitadament amb Isabel, una infermera a la qual va conèixer a l'hospital mentre es recuperava d'una crisi nerviosa

## Repartiment
- Anthony Franciosa: Ralph Baitz
- Jane Fonda: Isabel Haverstick
- Jim Hutton: George Haverstick
- Lleis Nettleton: Dorothea Baitz
- John McGiver: Stewart P. McGill
- Mabel Albertson: la Sra. Alice McGill
- Jack Albertson: Sergent
- John Astin: Smoky Anderson (no surt als crèdits)
- William Fawcett: Propietari del motel (no surt als crèdits)
- Jesse White: Christmas Caroler (no surt als crèdits)

## Nominacions
- 1962: Oscar a la millor direcció artística
- 1962: Globus d'Or a la millor pel·lícula musical o còmica
- Globus d'Or a la millor actriu musical o còmica per Fonda